# Gorka Elustondo
Gorka Elustondo Urkola (* 18. März 1987 in Beasain, Baskenland) ist ein ehemaliger spanischer Fußballspieler.

## Spielerkarriere
Gorka Elustondo stammt aus der Jugend des baskischen Traditionsvereins Real Sociedad. Zunächst spielte er zwei Jahre lang im B-Team der „Txuri Urdin“ ehe er im Sommer 2006 in das Profiteam befördert wurde. Sein Erstliga-Debüt gab er am 20. Dezember 2006 beim 0:0 im Auswärtsspiel bei Celta Vigo. In seiner ersten Profisaison kam er jedoch nur in sieben Spielen zum Einsatz. Nach dem Abstieg in der Saison 2006/07 wurde er Stammspieler in der Segunda División.
Zur Saison 2015/16 wechselte Elustondo zu Athletic Bilbao.
Im Juli 2017 wechselte er nach Kolumbien zu Atlético Nacional. Nach kurzer Zeit kehrte er wieder nach Spanien zurück, wo er 2019 bei Rayo Vallecano seine Karriere beendete.